# 너를 잊지 않을 거야
"너를 잊지 않을 거야"(일본어: あなたを忘れない, 26 Years Diary)는 2001년에 일본 도쿄에 있는 신오쿠보역에서 취객이 반대편 선로상에 추락한 것을 보고 철로에 뛰어들어 구조하다 숨진 이수현의 이야기를 그린 한국과 일본의 합작 영화이다.

## 줄거리
2001년 도쿄의 한 지하철 역에서 술에 취해 선로에 떨어진 일본인을 구하기 위해 한 한국인이 달리는 열차로 뛰어들었다. 그는 음악을 좋아하고, 운동을 즐기고, 또 이웃나라 일본의 문화를 조금 더 알고 싶었던 평범한 한국인 이수현이었다. 당시 그의 희생은 일본 열도를 감동시켰고 지금까지 많은 사람이 그를 잊지 않고 기억하고 있다.

## 캐스팅
- 이태성 : 이수현 역
- 오나가 마키 : 유리 역
- 카네코 타카토시 : 카제마 료기 역
- 하마구치 준코 : 오카모토 루미코 역
- 요시오카 미호 : 오시마 아사코 역
- 타케나카 나오토 : 히라타 이치마 역
- 하라 히데코 : 호시노 시에 역
- 서재경 : 양민수 역
- 정동환 : 이수현의 아버지 역
- 이경진 : 이수현의 어머니 역
- 홍경민
- 이솔아
- 오타니 나오코
- 오시바 루

## 같이 보기
- 이수현
- 신오쿠보역
- 신오쿠보 역 승객추락사고